# Chata pod Rysmi
Le Chata pod Rysmi (en français « chalet sous le Rysy ») se trouve dans les Hautes Tatras (Carpates occidentales) à proximité du mont Rysy dont il porte le nom. Avec 2 250 mètres d'altitude, c'est le plus haut des refuges des Tatras. Il fournit des repas et un hébergement pour 19 personnes. Le refuge, situé du côté slovaque, est le plus haut des Hautes Tatras.

## Histoire
Il a été construit de plain-pied en 1932 et un étage a été ajouté en 1977. Il a été à plusieurs reprises endommagé par des avalanches et rénové en 2010-2011.

## Ravitaillement

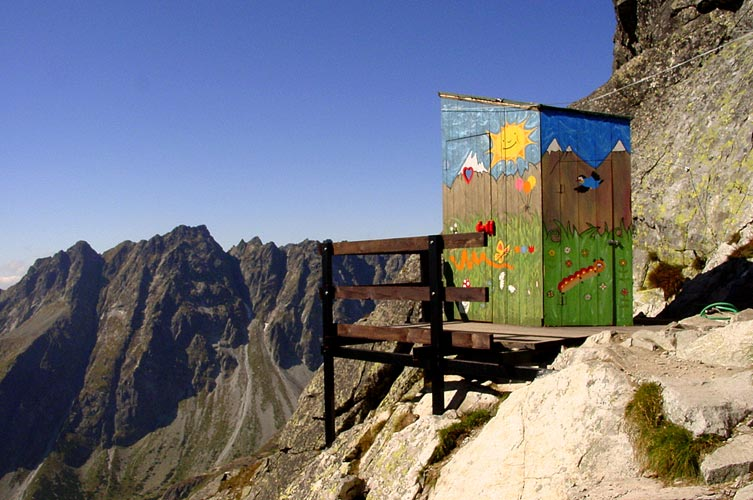
Latrine à proximité du refuge.

Le refuge est l'un des six refuges de haute montagne slovaque dont le ravitaillement se fait par portage. Les porteurs chargés de 60 kg à 90 kg transportent leur charge sur un trajet long de 4,5 km avec un dénivelé de 750 m.

## Acces
Il est accessible par un chemin balisé depuis le Popradské pleso et depuis le Morskie oko en Pologne par le Rysy.